# M/S Ådan
M/S Ådan är en åländsk bil- och passagerarfärja ägd av Ålands landskapsregering och kör för Ålandstrafiken. Den byggdes 2001 på Astilleros Zamaccona, Spanien. Ålands landskapsregering köpte färjan för att segla för Ålandstrafiken år 2022 på rutten Osnäs - Åva. Fartyget fungerar även som reserv färja till Föglölinjen.
M/S Ådan kör mellan Osnäs och Åva, Brändö
Ådan är den gamla norska bil- och passagerarfärjan M/F Fedjefjord.